# Michał Książek
Michał Książek (ur. 1978 w Oraczewie) – polski poeta, reportażysta, kulturoznawca, inżynier leśnik i ornitolog.
Publikował w „Polityce”, „Lesie Polskim”, „Twórczości”. Współpracownik kwartalnika „Przekrój”.
Nominowany do Nagrody Literackiej Gdynia 2014 w kategorii eseistyka za książkę Jakuck. Słownik miejsca. Laureat Wrocławskiej Nagrody Poetyckiej Silesius 2015 w kategorii debiut roku za Naukę o ptakach. Za ten tom był również nominowany do Nagrody Literackiej Nike 2015 oraz do nagrody w XI Ogólnopolskim Konkursie Literackim „Złoty Środek Poezji” 2015 na najlepszą debiutancka książkę poetycką roku 2014.
Za reportaż Droga 816 nagrodzony Nagrodą Literacką Gdynia 2016 w kategorii esej, Nagrodą Literacką Prezydenta Miasta Białegostoku im. Wiesława Kazaneckiego za najlepszą książkę roku 2015 oraz Nagrodą Magellana 2016. „Droga 816” przyniosła też nominacje do Nagrody im. Ryszarda Kapuścińskiego 2015 za Reportaż Literacki, do Nagrody Literackiej m.st. Warszawy 2016 w kategorii proza, do Nagrody im. Beaty Pawlak w 2016. W 2018 roku książka ukazała się w przekładzie na język niemiecki.
W 2018 Książek został nagrodzony Orfeuszem Mazurskim za tom poezji Północny wschód.
W 2024 uhonorowany Nagrodą Literacką m.st. Warszawy.

## Książki
reportaże:
- Jakuck. Słownik miejsca (Wydawnictwo Czarne, Wołowiec 2013)
- Droga 816 (Fundacja Sąsiedzi, Białystok 2015)
- Atlas dziur i szczelin (Wydawnictwo Znak, Warszawa 2023)

poezja:
- Nauka o ptakach (Fundacja Sąsiedzi, Białystok 2014)
- Północny wschód (Fundacja Sąsiedzi, Białystok 2017)

wybrane antologie:
- antologia debiutów poetyckich 2014 (K.I.T Stowarzyszenie Żywych Poetów, Miejska Biblioteka Publiczna, Brzeg 2015) – red. Krystian Ławreniuk, Kamil Osękowski, Radosław Wiśniewski